# Zofia Płaskowicka-Dziankowska
Zofia Płaskowicka-Dziankowska ps. „Jaskółka” (ur. 1855 na Kijowszczyźnie, zm. po 1885 podczas zsyłki na Syberię) – szwaczka, działaczka ruchu robotniczego w Królestwie Polskim. Siostra Filipiny Płaskowickiej.
W latach 1878–1879 była współorganizatorką kółek socjalistycznych w Królestwie Polskim, w okręgu warszawskim i w Warszawie. W latach 1879–1881 więziona przez władze carskie. Po zakończeniu kary wyjechała do Kijowa, gdzie kontynuowała działalność rewolucyjną. W 1884 została wezwana przez kierownictwo I Proletariatu do Warszawy, gdzie została mianowana członkiem Komitetu Centralnego.
Za działalność socjalistyczną była sądzona przez rząd carski, pierwszy raz w 1879 została skazana na rok więzienia, drugi raz w 1884 aresztowana i więziona w X pawilonie Cytadeli. W 1885 zasądzonym wyrokiem była pięcioletnia zsyłka na Syberię. Podczas zsyłki zaginęła, okoliczności śmierci nie są znane.